# Staatsmeisterschaft von Rio Grande do Sul
Das Campeonato Gaúcho de Futebol ist die Fußballmeisterschaft des Bundesstaates Rio Grande do Sul in Brasilien. Sie wurde 1919 erstmals ausgetragen und fand seither jährlich – mit Ausnahme von 1923 und 1924 – statt und wird vom Federação Gaúcha de Futebol (FGF) organisiert.
Rekordsieger sind SC Internacional aus Porto Alegre mit 46 Titeln, gefolgt vom Stadtrivalen Grêmio mit 43 Erfolgen. Neben drei weiteren Vereinen aus der Hauptstadt gelang es elf Vereinen aus der Provinz, die Vorherrschaft der beiden Großvereine zu unterbrechen. Nur dem Guarany FC (RS) aus Bagé gelang dies zweimal, und dies in der ersten Hälfte des vorigen Jahrhunderts. Zuletzt gewannen aus der Provinz 1998 EC Juventude und 2000 SER Caxias do Sul, beide aus Caxias do Sul, sowie Novo Hamburgo 2017.

## Meisterschaftshistorie

### Sieger
| Rekordmeister: SC Internacional | 0 | 46 Siege | SC Internacional (Porto Alegre) |
| Rekordmeister: SC Internacional | 0 | 43 Siege | Grêmio FBPA (Porto Alegre) |
| Rekordmeister: SC Internacional | 0 | 02 Siege | Guarany FC (RS) (Bagé) |
| Rekordmeister: SC Internacional | 0 | 01 Sieg  | SC Americano (Porto Alegre) EC Cruzeiro (Cachoeirinha) GE Renner (Porto Alegre) GE Bagé EC Juventude (Caxias do Sul) SER Caxias do Sul Grêmio Atlético do 9º Regimento (Pelotas) Grêmio Esportivo Brasil (Pelotas) EC Pelotas SC Rio Grande SC São Paulo (Rio Grande) FC Riograndense Grêmio Santanense (Santana do Livramento) EC Novo Hamburgo |

### Meisterschaftshistorie
| Meister 2025: Grêmio FBPA | 0 | - 2025 – SC Internacional - 2024 – Grêmio FBPA - 2023 – Grêmio FBPA - 2022 – Grêmio FBPA - 2021 – Grêmio FBPA - 2020 – Grêmio FBPA - 2019 – Grêmio FBPA - 2018 – Grêmio FBPA - 2017 – EC Novo Hamburgo - 2016 – SC Internacional - 2015 – SC Internacional - 2014 – SC Internacional - 2013 – SC Internacional - 2012 – SC Internacional - 2011 – SC Internacional - 2010 – Grêmio FBPA - 2009 – SC Internacional - 2008 – SC Internacional - 2007 – Grêmio FBPA - 2006 – Grêmio FBPA - 2005 – SC Internacional - 2004 – SC Internacional - 2003 – SC Internacional - 2002 – SC Internacional - 2001 – Grêmio FBPA - 2000 – SER Caxias do Sul - 1999 – Grêmio FBPA - 1998 – EC Juventude - 1997 – SC Internacional - 1996 – Grêmio FBPA - 1995 – Grêmio FBPA - 1994 – SC Internacional - 1993 – Grêmio FBPA - 1992 – SC Internacional - 1991 – SC Internacional - 1990 – Grêmio FBPA - 1989 – Grêmio FBPA - 1988 – Grêmio FBPA - 1987 – Grêmio FBPA - 1986 – Grêmio FBPA - 1985 – Grêmio FBPA - 1984 – SC Internacional - 1983 – SC Internacional - 1982 – SC Internacional - 1981 – SC Internacional - 1980 – Grêmio FBPA - 1979 – Grêmio FBPA - 1978 – SC Internacional - 1977 – Grêmio FBPA - 1976 – SC Internacional - 1975 – SC Internacional - 1974 – SC Internacional - 1973 – SC Internacional - 1972 – SC Internacional - 1971 – SC Internacional - 1970 – SC Internacional - 1969 – SC Internacional | 0 | - 1968 – Grêmio FBPA - 1967 – Grêmio FBPA - 1966 – Grêmio FBPA - 1965 – Grêmio FBPA - 1964 – Grêmio FBPA - 1963 – Grêmio FBPA - 1962 – Grêmio FBPA - 1961 – SC Internacional - 1960 – Grêmio FBPA - 1959 – Grêmio FBPA - 1958 – Grêmio FBPA - 1957 – Grêmio FBPA - 1956 – Grêmio FBPA - 1955 – SC Internacional - 1954 – Grêmio Esportivo Renner - 1953 – SC Internacional - 1952 – SC Internacional - 1951 – SC Internacional - 1950 – SC Internacional - 1949 – Grêmio FBPA - 1948 – SC Internacional - 1947 – SC Internacional - 1946 – Grêmio FBPA - 1945 – SC Internacional - 1944 – SC Internacional - 1943 – SC Internacional - 1942 – SC Internacional - 1941 – SC Internacional - 1940 – SC Internacional - 1939 – FC Riograndense - 1938 – Guarany FC (RS) - 1937 – Grêmio Santanense - 1936 – SC Rio Grande - 1935 – Grêmio Atlético do 9º Regimento - 1934 – SC Internacional - 1933 – SC São Paulo - 1932 – Grêmio FBPA - 1931 – Grêmio FBPA - 1930 – EC Pelotas - 1929 – EC Cruzeiro - 1928 – SC Americano - 1927 – SC Internacional - 1926 – Grêmio FBPA - 1925 – GE Bagé - 1924 – Meisterschaft ausgesetzt - 1923 – Meisterschaft ausgesetzt - 1922 – Grêmio FBPA - 1921 – Grêmio FBPA - 1920 – Guarany FC (RS) - 1919 – Grêmio Esportivo Brasil |